# Kizzuwatna
Le Kizzuwatna fut un royaume anatolien du IIe millénaire av. J.-C., incorporé dans l’Empire hittite à la fin du XVe siècle av. J.-C. Ce fut le nom donné à la région située au pied des monts Taurus (en Turquie aujourd’hui) voisine de la Pamphylie à l'Ouest. Elle correspondait presque à la Cilicie et à la Cataonie (« Kataonia » pourrait être une forme gréco-latine du nom Kizzuwatna). Le pays était organisé autour des rivières Ceyhan et Seyhan, et de sa capitale Kummani ainsi que d’autres centres urbains. Au IIe millénaire av. J.-C., sa population est composée majoritairement de Louvites et de Hourrites.

## De l'indépendance à l'annexion par les Hittites

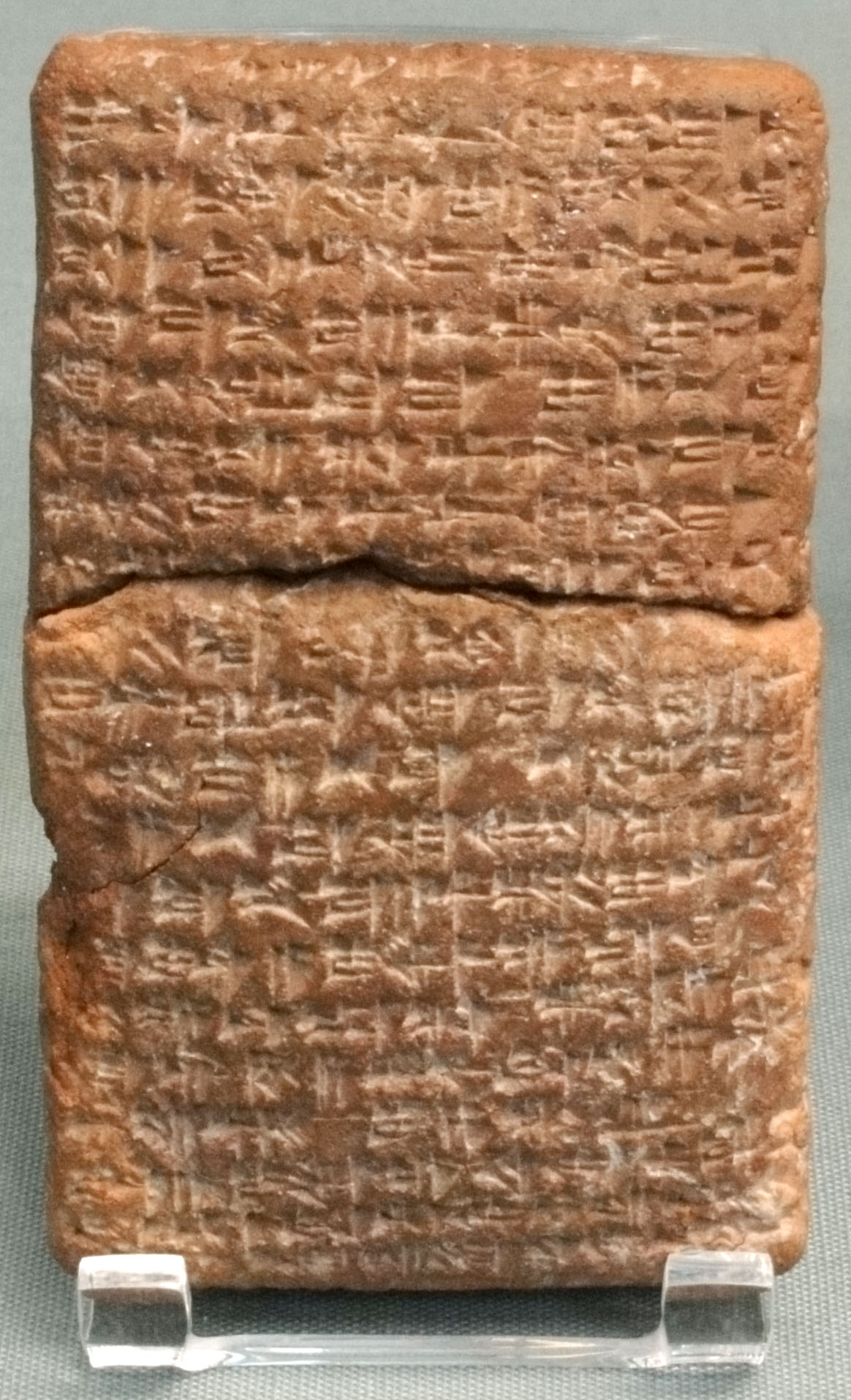
Tablette du traité entre Pilliya du Kizzuwatna et Idrimi d'Alalakh, c. 1460 avant notre ère.

La première entité politique connue dans la Cilicie par les sources hittites anciennes est le « pays d'Adanya », précédant le Kizzuwatna, entité politique formée autour de sa capitale, Kummani. Pendant la période de l'ancien royaume Hittite, il est apparemment vassal de ce dernier, mais reprend son indépendance lorsque les Hittites s'affaiblissent vers 1500 avant notre ère. Le premier roi dont on a connaissance porte le nom louvite d’Ishputahshu (c. 1530-1500 avant notre ère) fils de Pariyawatri. Afin de faire face à l'expansionnisme du Mittani hourrite, le Kizzuwatna conclut une alliance avec le roi hittite Télipinu (c. 1525-1500 avant notre ère), traité que son successeur Paddatishu continua d’honorer. Mais cette coalition ne put faire face au Mittani qui finit par se rendre maître de la région au moment du règne du roi Pilliya. Pilliya vers 1460 avant notre ère passa alors alliance avec le roi d'Alalakh, Idrimi, sous l'égide du roi mittanien Barattarna. Le fait qu’à partir de ce roi les souverains du Kizzuwatna portèrent des noms hourrites ou Indo-Aryen, alors que la population du royaume semble être à dominante louvite, pourrait être le signe d'un changement dynastique.
À cette époque, le Kizzuwatna s’étendait entre le Hatti et le Mittani, et atteignait la Méditerranée. Ses deux puissants voisins se disputèrent sa domination. Après le règne de Shunashshura Ier, le royaume retomba sous la coupe hittite. Vers 1440 avant notre ère, le roi suivant, Talzu, choisit le camp du Mittani en se soumettant à Shaushtatar I (c. 1440-1410 avant notre ère), mais son fils et successeur, Shunashshura II rejoignit le camp des Hittites de Tudhaliya Ier (c. 1430-1420 avant notre ère), avec qui il signa un traité vers 1420 avant notre ère. Le successeur de ce dernier, Arnuwanda Ier (c. 1420-1400 avant notre ère), dès son arrivée au pouvoir annexa à son royaume le Kizzuwatna et le plaça sous la tutelle de princes hittites. Cette domination hittite perdure jusqu’à l’effondrement de leur empire. Le Kizzuwatna demeura cependant, du fait de son prestigieux passé, un des vassaux privilégiés des Hittites, au même titre que l'Arzawa ou le Hanigalbat.

## Une région importante de l’Empire hittite

Le Kizzuwatna et la situation politique du Moyen-Orient au début de la période couverte par les Lettres d'Amarna, première moitié du XIVe siècle.

Le Kizzuwatna fut l’une des principales formations vassales de l’Empire hittite (kuirwana). La dynastie fondée par Tudhaliya Ier fut peut-être d'origine Kizzuwatite. Culturellement, l’influence kizzuwatite est manifeste. Un corpus des textes religieux, appelés les « rituels du Kizzuwatna », a été découvert à Hattusha la capitale hittite. Il s’agit d'un ensemble constitué de nombreux rituels d’époques différentes (les plus anciens pouvant remonter au milieu du XVe siècle av. J.-C.), provenant suivant leur nom de villes différentes. Ils témoignent de l'influence culturelle hourrite et syrienne sur le Kizzuwatna, qui semble être une région de syncrétisme louvito-hourrite du fait de sa situation de zone de contact entre espaces de peuplement louvite au nord et à l'ouest (de langue indo-européenne anatolienne) et espaces de peuplement hourrite à l'est (de langue caucasienne). C’est en grande partie par son intermédiaire que les éléments religieux hourrites prirent une place importante au Hatti, notamment au XIIIe siècle av. J.-C. sous les règnes de Hattushili III et Tudhaliya IV. Il faut probablement mettre en avant comme explication de ce phénomène le rôle de la reine-mère de cette période, Puduhepa, elle-même kizzuwatite et fille de Pentipsharri, grand prêtre du temple d’Ishtar/Shaushga à Lawazantiya, un des principaux centres religieux du Kizzuwatna.
Cette région semble être organisée autour de plusieurs centres urbains, le principal étant Kummani, capitale politique et centre religieux majeur, car haut lieu du culte du dieu de l’Orage, Teshub. Les sources hittites y situent un « prince-prêtre » aux fonctions administratives et militaires, les deux cas les mieux connus de détenteurs de cette charge, étant des personnages issus de la famille royale hittite, Kantuzzili, frère de Tudhaliya III et Télépinu, fils de Suppiluliuma Ier. Cela met donc le Kizzuwatna dans une situation similaire à d’autres régions vassales stratégiques des Hittites où sont installés des princes comme Karkemish ou Alep. Tarse est également une cité importante à cette période, et on y a retrouvé plusieurs sceaux de dignitaires inscrits en hittite hiéroglyphique (en fait du louvite, langue de la population de cette région). Adanya, l’actuel port d’Adana, est le centre d’un royaume ayant précédé le Kizzuwatna, et reste une ville importante à la période kizzuvatite-hittite. Un autre centre urbain qui peut être localisé sur le littoral de la Cilicie ou à sa proximité est le port d’Ura, connu surtout par l’activité de ses marchands à Ugarit. La Cilicie est probablement traversée par des axes de transport menant du cœur du pays hittite à la Méditerranée, ce qui a dû jouer un rôle dans sa prospérité économique à cette période. Il semble en effet que cette période ait vu une croissance démographique importante. Les prospections archéologiques indiquent en tout cas que le nombre de sites occupés augmente à la période hittite. D’une manière générale, le sud-ouest anatolien est une région qui connaît un essor important durant les derniers siècles de la domination hittite, comme le montre l’importance des royaumes de Tarhuntassa et de Karkemish, proches du Kizzuwatna.

## La Cilicie après la chute de l’Empire hittite
Après la chute de l’Empire hittite vers 1200 avant notre ère, le Kizzuwatna disparaît comme royaume. L’empire Hittite est alors morcelé en petits royaumes que l’on qualifie de « néo-hittites ». Ces petits royaumes perdurent dans le sud-est anatolien et la Syrie du Nord. De petites villes ou petites régions se forment en cités-États : Alalakh, Karkemish, Alep, Commagène (Kummuhu), le Que (région de Tarse), le Tabal (autour de Kummani), etc. Ces États abandonnent l’écriture hittite cunéiforme au profit de l’écriture hiéroglyphique. La langue utilisée est alors le louvite.
Par la suite, en 715 avant notre ère, la région du Kizzuwatna devenue la Cilicie (« Khillakou ») est annexée par les Assyriens, puis elle devient au VIe siècle av. J.-C. une satrapie de l’Empire perse achéménide. Une délégation de Cilicie figure sur des reliefs à Persépolis. Puis la province passera sous domination des Séleucides, avant d’être conquise par les Romains, notamment sous l’action de Pompée. Dans les premiers siècles de notre ère, hellénisation et christianisation transforment culturellement la population, désormais micrasiate et arménienne.
Conquise au VIIe siècle par le califat arabe des Abbassides, cette population leur donne bien du fil à retordre car c’est un pays de farouches guerriers mardaïtes (Μαρδαἵτες), de pirates et de contrebandiers (les caravisiens - Καραβισιάνοι). Récupérée au Xe siècle par l’empereur Basile II qui l’intègre dans les thèmes de Lykandos et de Cilicie, elle fournit à la flotte byzantine bois et marins. En 1198 elle est érigée en royaume arménien, avec à sa tête son premier roi : Lévon II le Grand, reconnu par les croisés et le Pape. Au XIVe siècle, en 1375, à l’époque des beylicats, ce royaume arménien tombe aux mains des sultanats turcs des Karamanides (à l’ouest) et Ramadanides (à l’est), puis, après 1488, des Ottomans. La région est, depuis lors, turque, et les dernières populations chrétiennes en ont été expulsées en 1923 en application du Traité de Lausanne.

## Rois du Kizzuwatna
- Pariyawatri
- Ishputahshu  (c. 1530-1500)
- Paddatishu
- Pilliya   (c. 1500-1460)
- Shunashshura Ier  (c. 1480)
- Talzu
- Shunashshura II  (c. 1420)